# Nephrolepis pectinata
Nephrolepis pectinata là một loài dương xỉ trong họ Nephrolepidaceae. Loài này được Willd. Schott mô tả khoa học đầu tiên năm 1834.